# Rajalakshmi Engineering College
Rajalakshmi Engineering College är en teknisk högskola nära Chennai, i delstaten Tamil Nadu i Indien. Högskolan grundades 1997.